# Monumento funebre a Gaston de Foix
Il Monumento funebre a Gaston de Foix è un'opera sculturea tardo rinascimentale realizzata da Agostino Busti, detto il Bambaia, in marmo bianco, incompiuta, realizzata a Milano fra il 1515 e il 1522, i cui frammenti sono oggi divisi fra i Musei del Castello Sforzesco di Milano, il Victoria and Albert Museum a Londra, la Pinacoteca Ambrosiana di Milano, Palazzo Madama a Torino e il Prado di Madrid.

## Storia

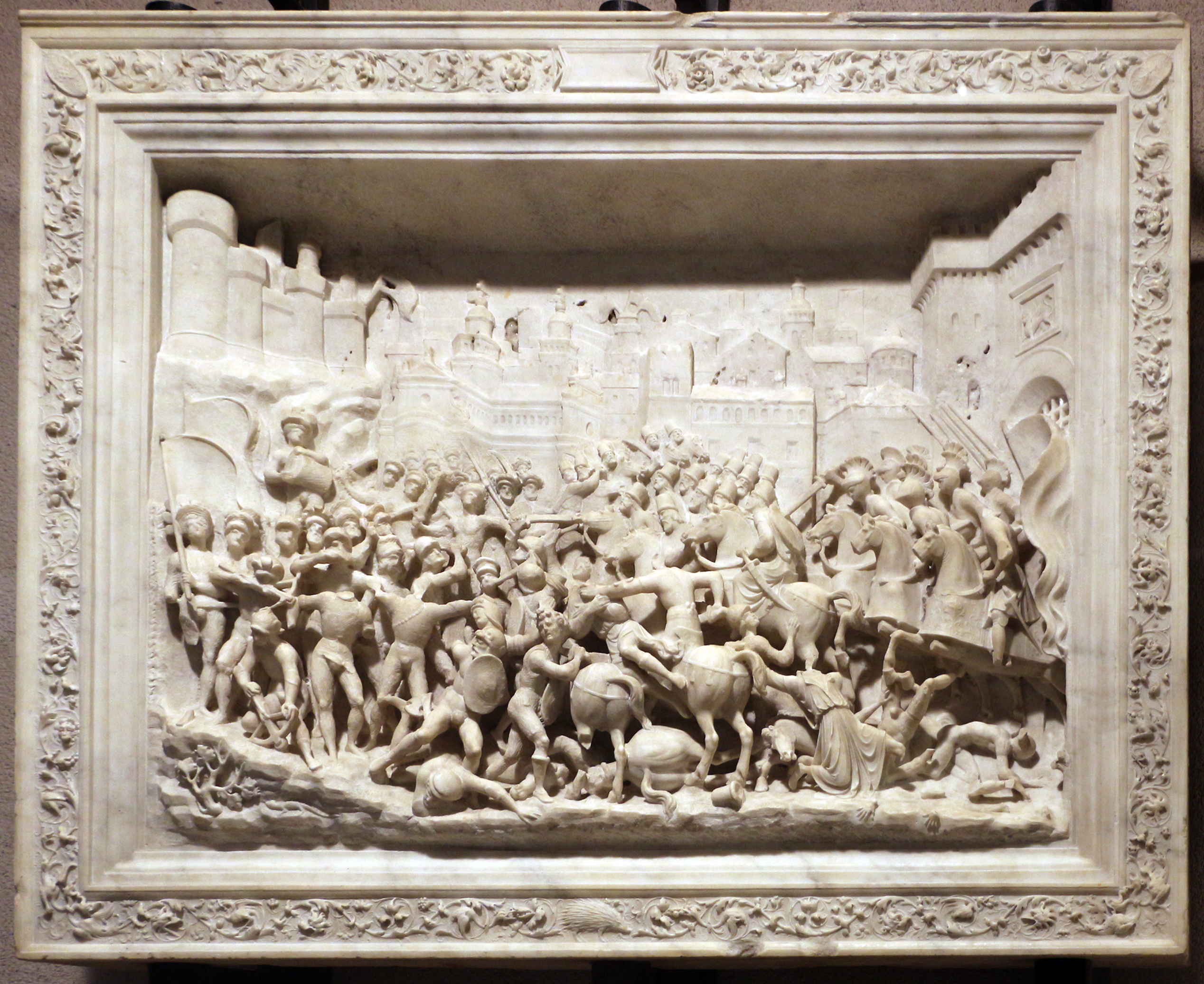
La Battaglia di Brescia, bassorilievo, Museo d'Arte antica del Castello sforzesco

Il sepolcro fu commissionato da re di Francia Francesco I al Bambaja, scultore fra i più affermati del momento nel Ducato di Milano, nel 1515, quando il monarca prese possesso del ducato a seguito della battaglia di Marignano. Il monumento fu voluto per celebrare Gaston de Foix, Duca di Nemours (1489-1512), condottiero francese nipote di re Luigi XII, che perse la vita nel 1512 mentre, alla testa delle truppe francesi, conduceva vittoriosamente la battaglia di Ravenna (1512), sconfiggendo le armate congiunte di Spagna, Venezia e del Papa riunite nella Lega Santa. Il monumento era destinato alla chiesa milanese di Santa Marta, allora esistente nell'odierna Piazza Mentana e la sua realizzazione fu seguita dal governatore di Milano, Odet de Foix, cugino del condottiero, detto anche la "Folgore d'Italia". A seguito della cacciata dei francesi dal ducato, avvenuta nel 1521 con l'arrivo a Milano delle truppe di papa Leone X e dell'imperatore Carlo V e la restaurazione del duca Francesco II Sforza, l'esecuzione del monumento fu abbandonata. I numerosi pezzi realizzati non furono mai assemblati, e rimasero giacenti a Santa Marta dove li vide anche Vasari, come ricorda nelle Vite:
(Giorgio Vasari, Vite dei più eccellenti architetti pittori et scultori italiani da Cimabue insino a' tempi nostri)
Come prefigurava Vasari, le varie parti del monumento furono quindi preda di collezionisti. Il numero maggiore di frammenti fu acquisito dai marchesi Arconati già nel diciassettesimo secolo, che li conservarono nella Villa Arconati di Bollate, fino agli anni novanta del Novecento, quando alla morte dell'ultima erede, la collezione fu messa all'asta e i pezzi acquistati dalla città di Milano. La statua giacente del condottiero rimase invece nella chiesa di Santa Marta fino alla sua demolizione, avvenuta nel 1806, quando passò nelle raccolte civiche milanesi.

## Descrizione

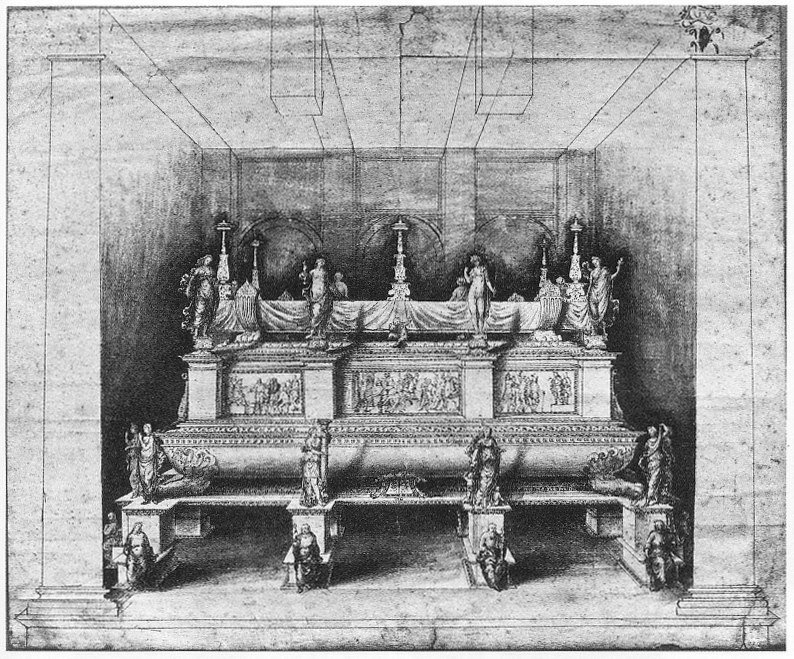
Ipotesi ricostruttiva del progetto

La parte maggiore del monumento è conservata nei Musei del Castello Sforzesco di Milano, cui appartengono:
- la statua giacente del condottiero, a grandezza naturale, rappresentato giacente su un letto, che doveva essere collocata al di sopra del monumento funebre.
- undici statue di Apostoli, rappresentati assisi in cattedra
- due statue femminili, ritenute Allegorie di virtù
- tre grandi bassorilievi, raffiguranti La presa di Brescia, La battaglia di Ravenna e Le esequie del condottiero
- tre bassorilievi con L'entrata a Bologna, La battaglia di Isola della Scala, l'Incontro con Bayard
- quattro pilastrini con armi e figure allegoriche

Al Victoria and Albert Museum di Londra sono tre statue femminili, raffiguranti Allegorie di virtù
Il Prado conserva un rilievo marmoreo con una Sfilata di soldati.
Nelle collezioni della Pinacoteca Ambrosiana di Milano e di Palazzo Madama a Torino vi sono pilastrini con armi e figure allegoriche.
Non è nota quale dovesse essere la struttura definitiva del monumento, mai assemblato, in quanto il disegno preparatorio del Victoria and Albert Museum non corrisponde alle opere effettivamente realizzate.

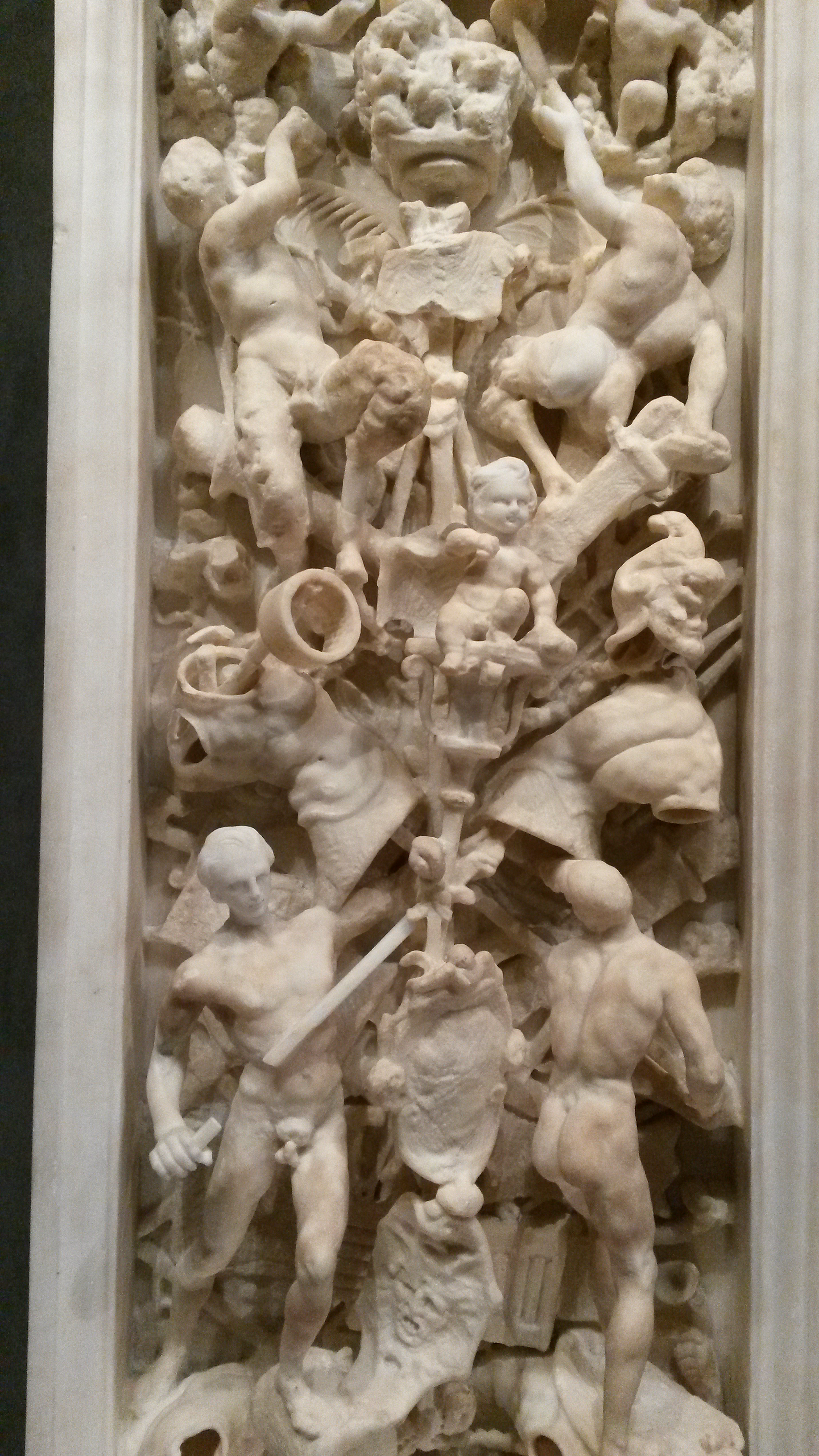
Pilastrini con armi e figure allegoriche, Palazzo Madama a Torino
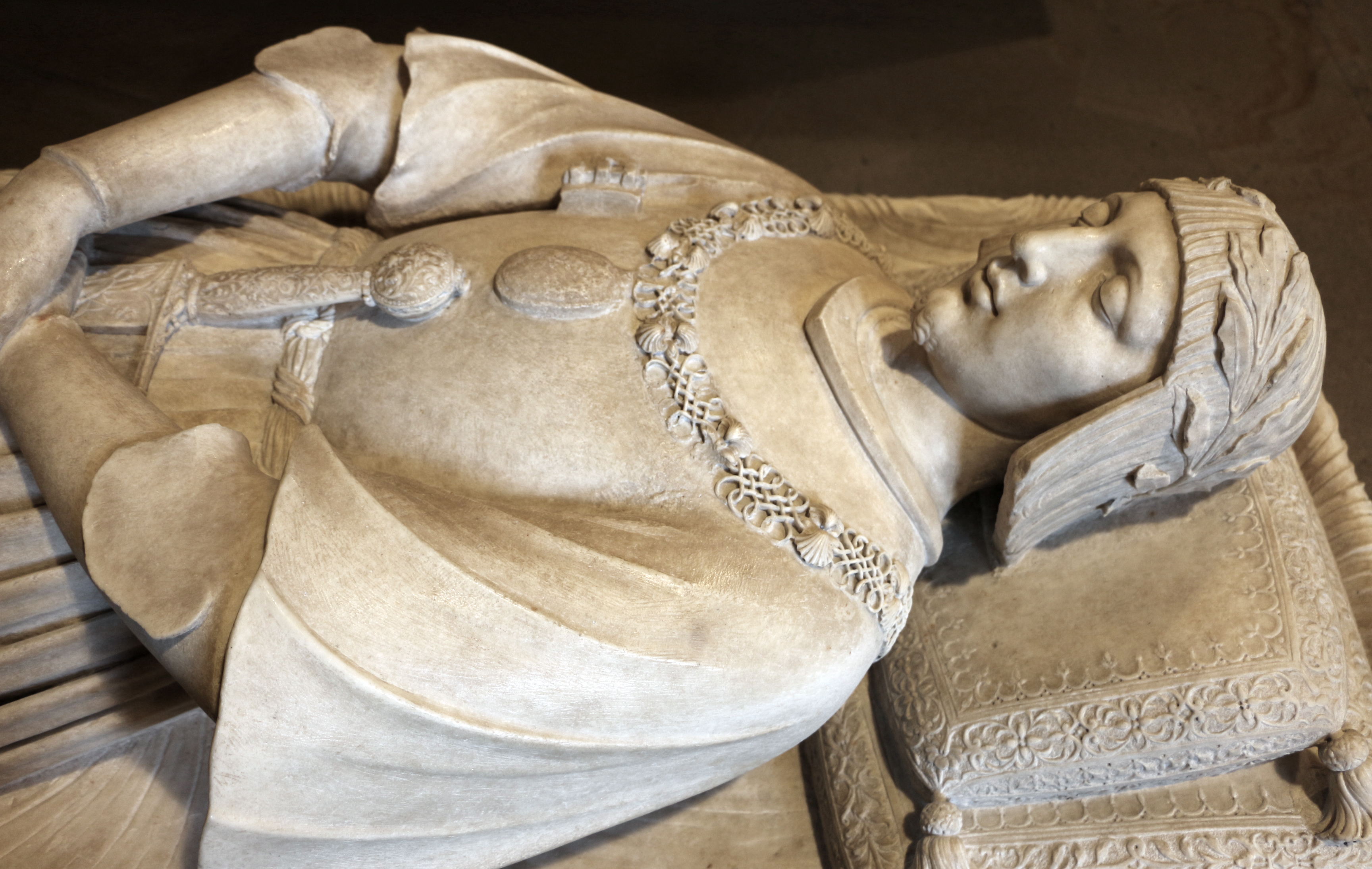
statua giacente del condottiero, Musei del Castello Sforzesco
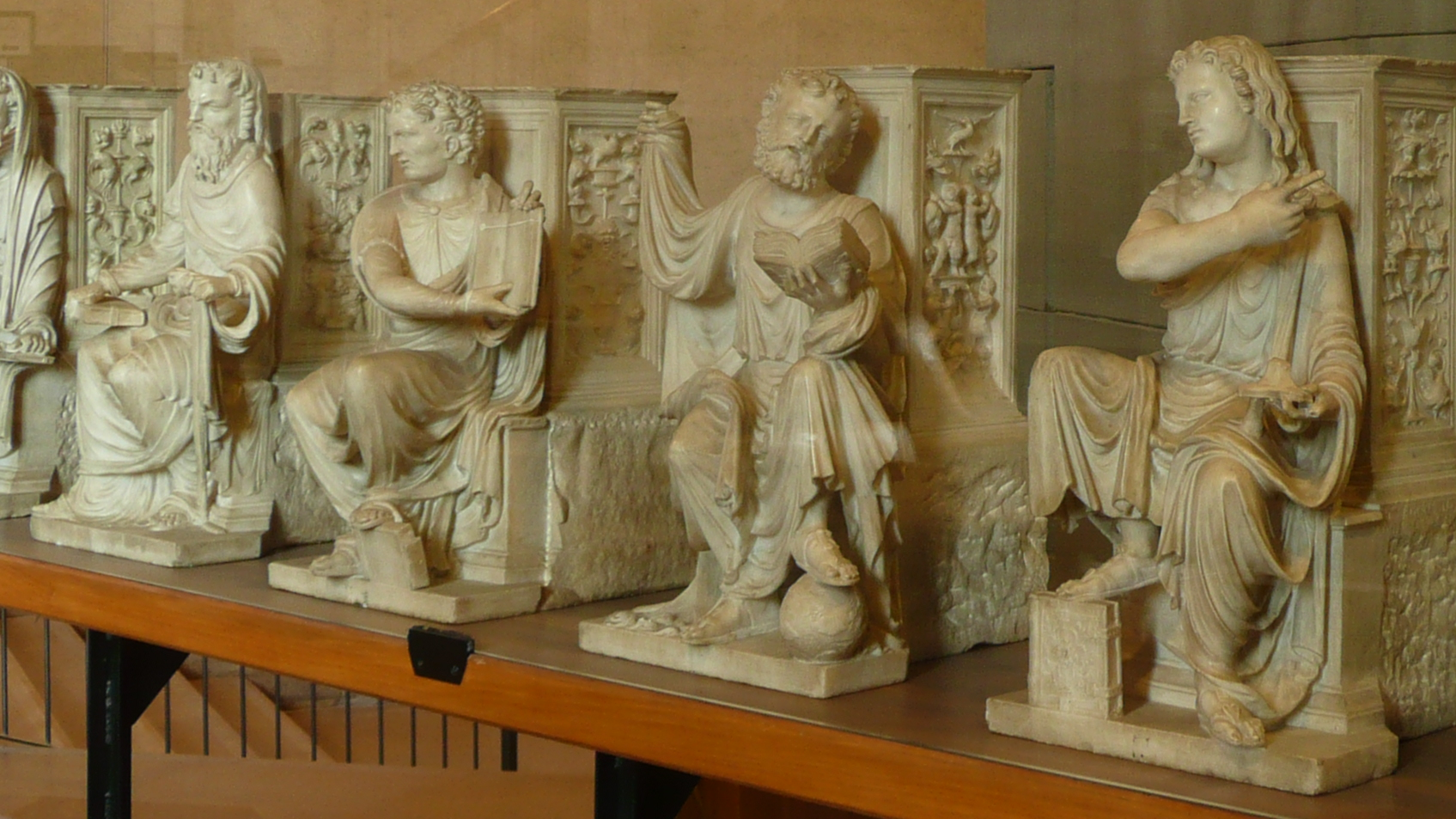
Apostoli, Musei del Castello Sforzesco
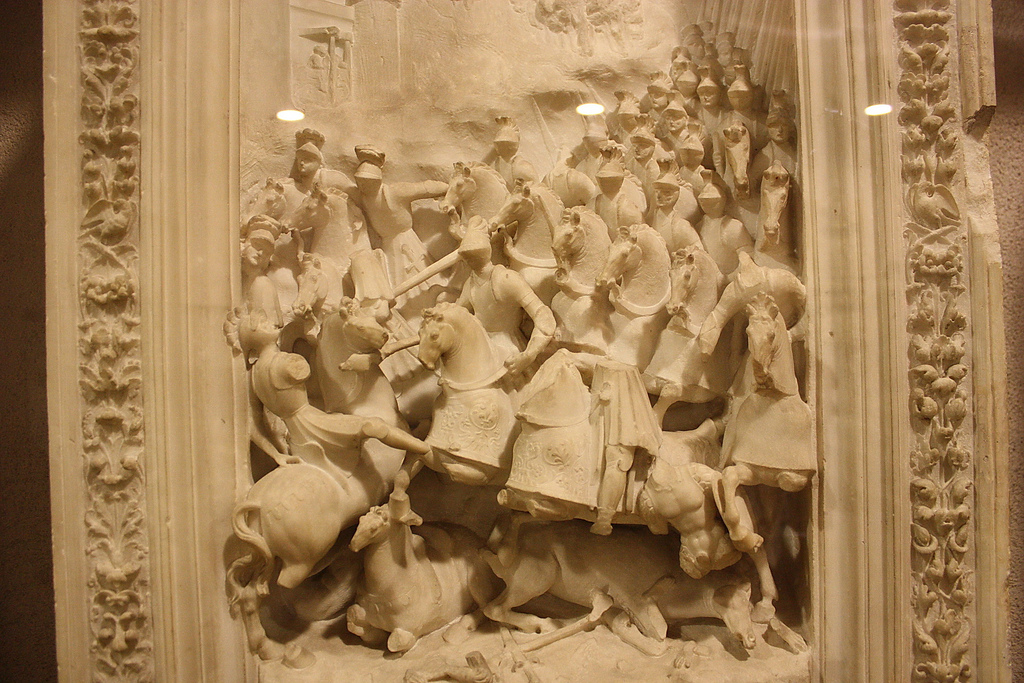
Bassorilievo con La battaglia di Isola della Scala, Musei del Castello Sforzesco